# Барбвил
Барбвил (фр. Barbeville) насеље је и општина у северној Француској у региону Доња Нормандија, у департману Калвадос која припада префектури Баје.
По подацима из 2011. године у општини је живело 192 становника, а густина насељености је износила 55,33 становника/km². Општина се простире на површини од 3,47 km². Налази се на средњој надморској висини од 53 метара (максималној 62 m, а минималној 22 m).

## Демографија
| 1962. | 1968. | 1975. | 1982. | 1990. | 1999. | 2011. |
| ----- | ----- | ----- | ----- | ----- | ----- | ----- |
| 169   | 196   | 181   | 174   | 151   | 163   | 192   |

График промене броја становника у току последњих година